# Skyline Park
Skyline Park est un parc d'attractions situé à Bad Wörishofen, en Allemagne.

## Histoire
L'ouverture a eu lieu en 1999. Le parc, qui était jusqu'alors une grande aire de jeux, est acheté par la famille de forains Löwenthal, et est agrandi. Depuis, la surface du parc a triplé pour atteindre plus de 19 hectares actuellement. Depuis 2010, il existe également un bureau de la commune de Bad Wörishofen, où les couples peuvent se marier.

## Les attractions

### Montagnes russes

#### En fonction

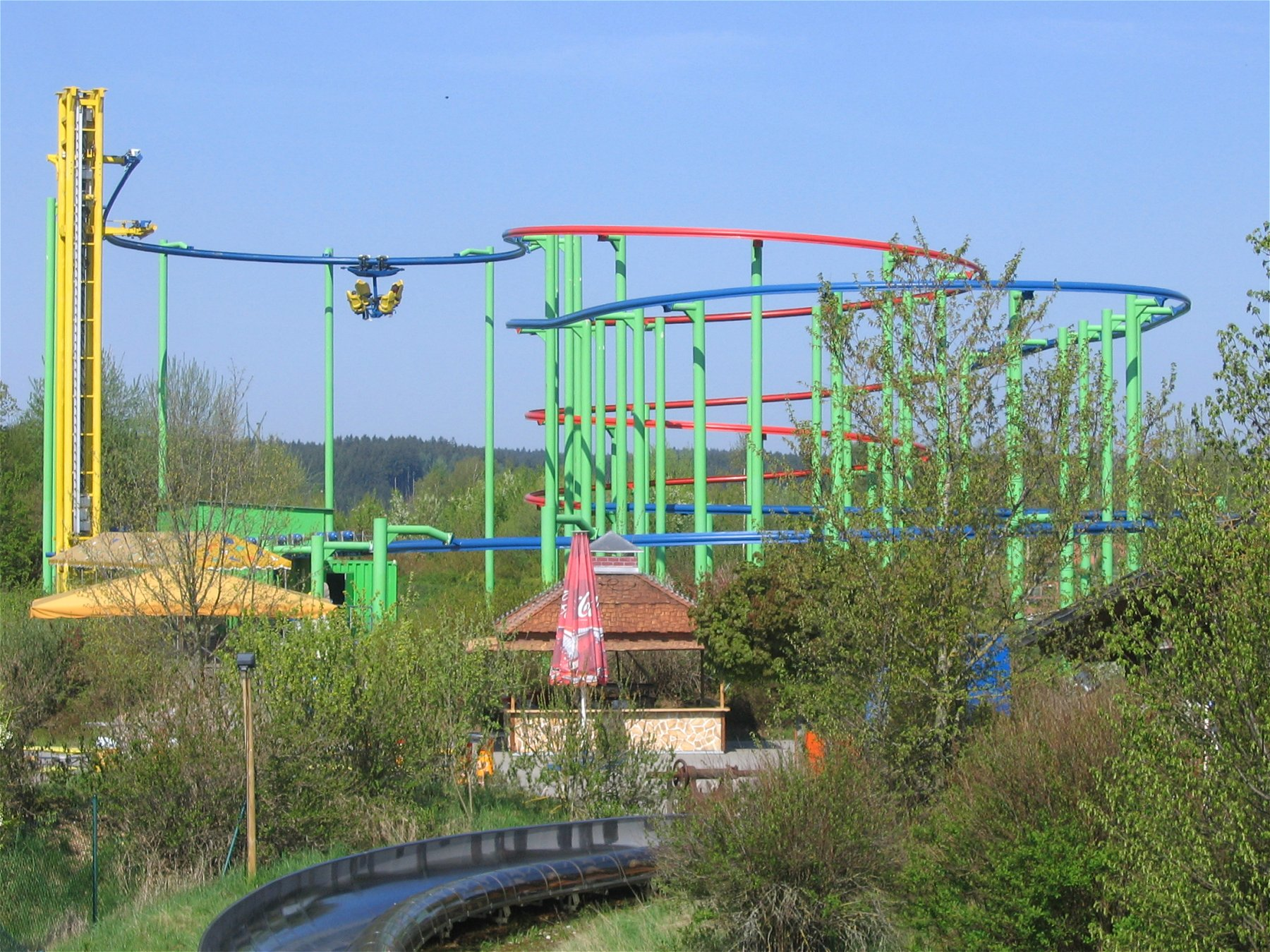
Sky Rider
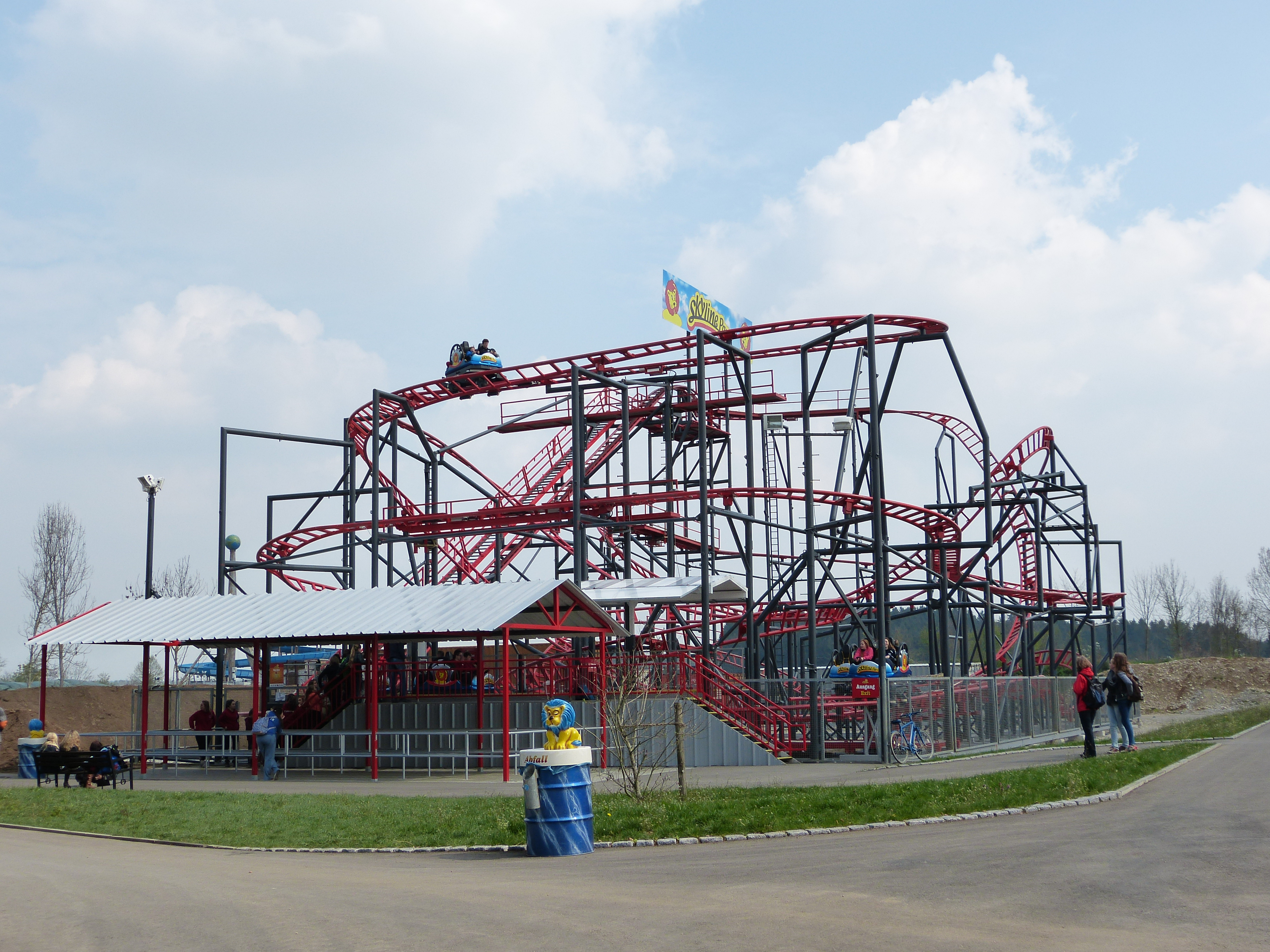
Sky Spin
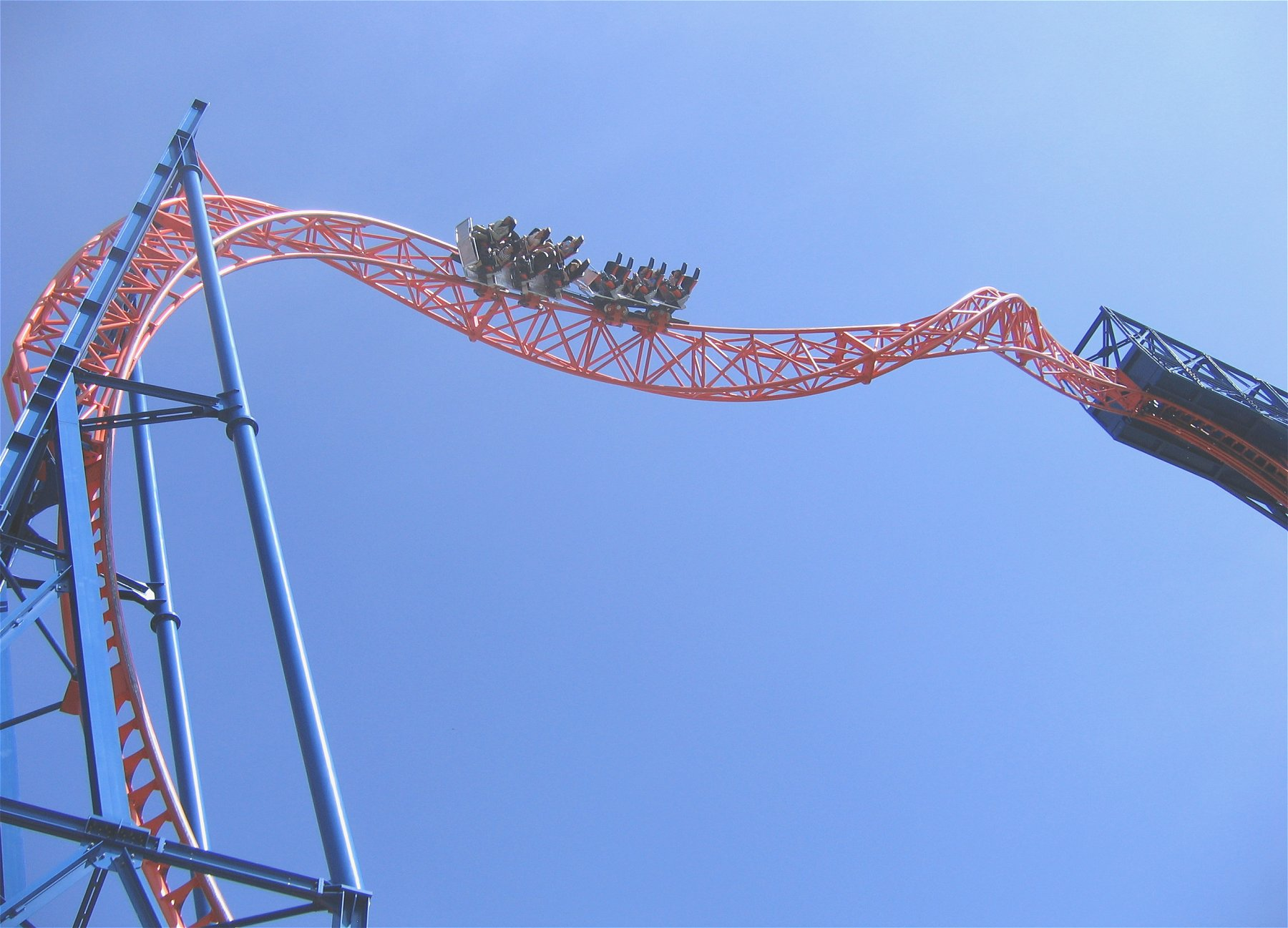
Sky Wheel

| Nom                | Type              | Constructeur   | Année |
| ------------------ | ----------------- | -------------- | ----- |
| Berg- und Tal Hetz | Assises           | SBF Visa Group | 2024  |
| Flotter Otto       | Assises           | SBF Visa Group | 2023  |
| Kids Spin          | Tournoyantes      | SBF Visa Group | 2017  |
| Sky Dragster       | Spike             | Maurer Rides   | 2017  |
| Sky Rider          | Suspendu          | Caripro        | 2001  |
| Sky Spin           | Tournoyantes      | Maurer Rides   | 2013  |
| Sky Wheel          | Assises / SkyLoop | Maurer Rides   | 2004  |

- Sky Rider
- Sky Spin
- Sky Wheel

#### Disparues
| Nom         | Type                     | Constructeur          | Ouverture | Fermeture |
| ----------- | ------------------------ | --------------------- | --------- | --------- |
| Achterbahn  | Assises / Wildcat        | Anton Schwarzkopf     | 1999      | 2014      |
| Butterfly   | Navette / Butterfly      | Heege Freizeittechnik | 1996      | 2012      |
| Butterfly   | Navette / Butterfly      | Heege Freizeittechnik | 1996      | 2019      |
| Silberpfeil | Montagnes russes assises | Anton Schwarzkopf     | 1997      | 2000      |

### Attractions aquatiques
- Baby Kanus – Balade en canoës

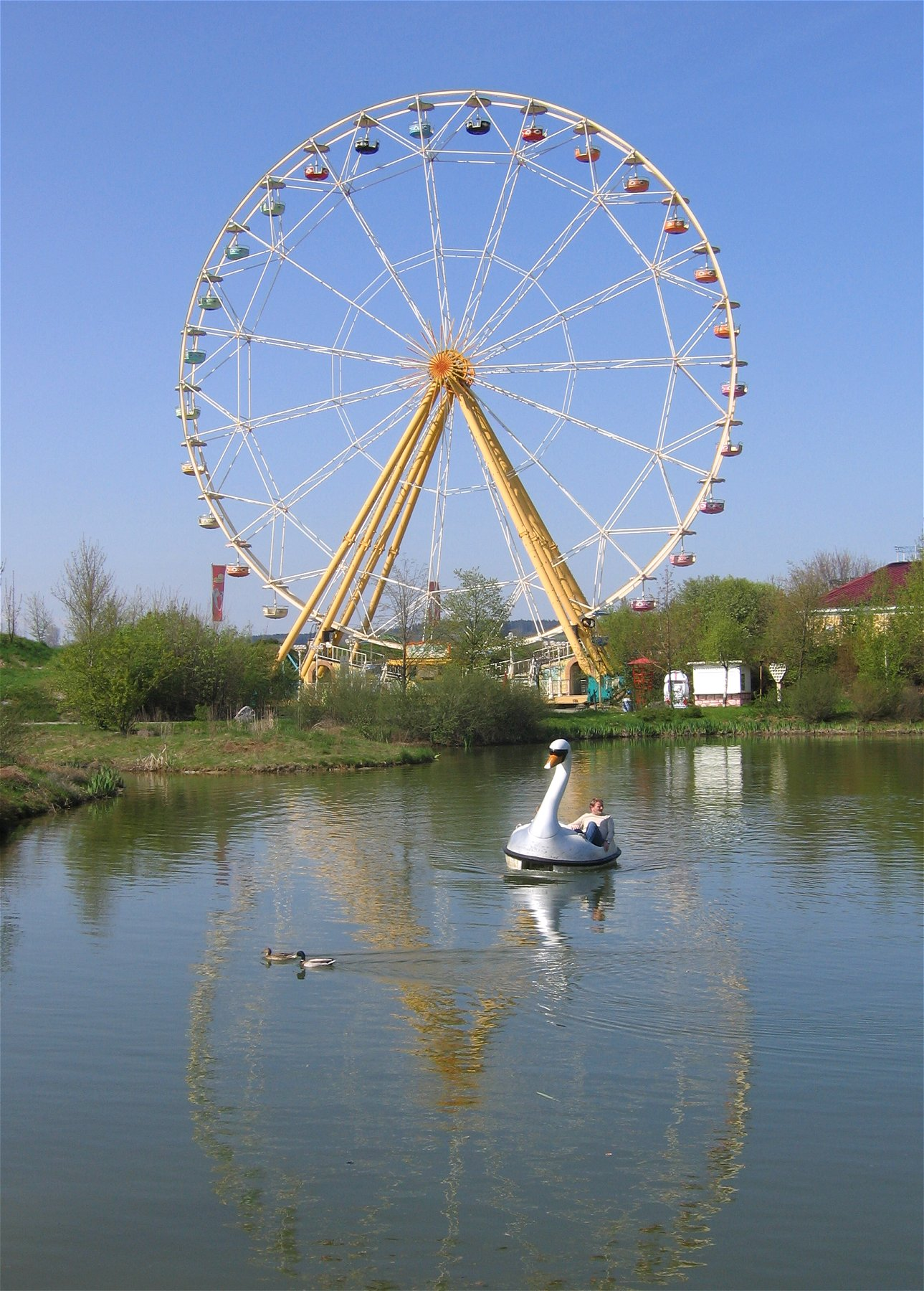
Vue sur le lac et la grande roue

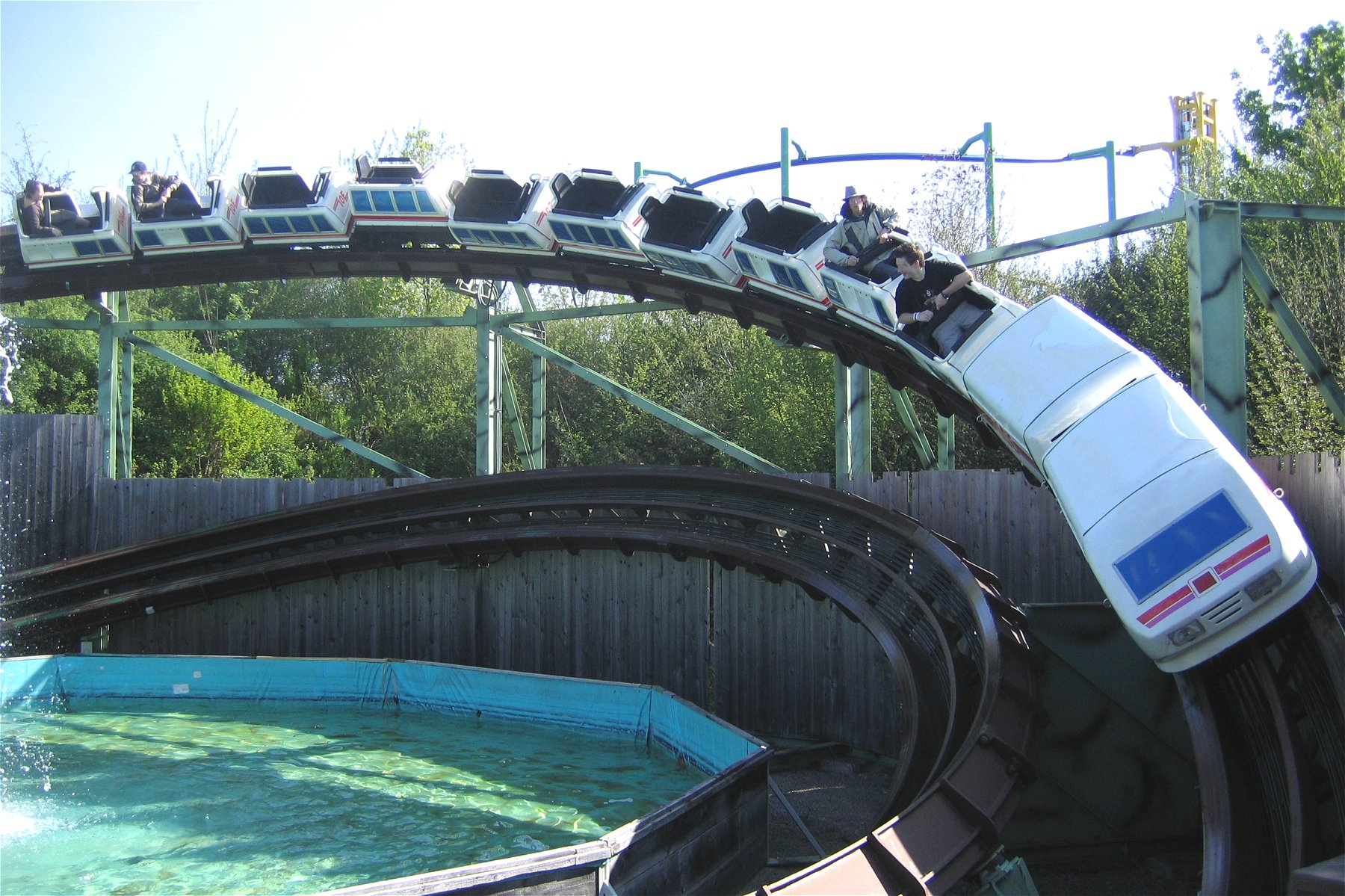
Skyline Express

- Nautic Jets – Nautic Jet de Heege Freizeittechnik, 1999
- Pirateninsel – Bûches de Mack Rides, 2006
- Sky Rafting – Spinning Raft de ABC Engineering, 2010
- Water Splash - Splash Battle de SBF Visa Group, 2015
- Wasser Scooter – Bateaux tamponneurs

### Autres attractions
- Alte Liebe – Bateau à bascule de Huss Rides, 1999
- Baustellenfahrt – Balade en jeep de SBF Visa Group, 2000
- Bob Racing – Luge d'été de Wiegand, 2001
- Cinematrix 4D – Simulateur de mouvements de McFadden Simulatoren, 2000
- Formel 1 – Course de voiture de SBF Visa Group, 1999
- Kettenkarussell – Chaises volantes de Zierer
- Krinoline – Pavillon Dansant de Gerstlauer, 2007
- Motorschaukel – Motorschaukel de Heege Freizeittechnik, 1999
- Nostalgiekarussell – Carrousel de chevaux de bois
- Parkbähnchen – Train sur route
- Riesenrad – Grande roue de CAH Holland, 2002
- Sky Circle – Turbo Force de Zamperla
- Sky Fall – Tour de chute de Moser's Rides, 2003
- Sky Jet – Star Shape de Zierer, 2012
- Skyline Express – Metroliner de BHS, 1999
- Sky Karts – Course de karting, 2002
- Sky Shot – Sling Shot de Funtime, 2000
- Sky Twister – Condor de Huss Rides, 2009
- Tretbootfahrt – Pédalos en forme de cygnes